# Zastava Austrije
Zastava Austrije ima tri jednaka vodoravna polja, crvene (vrh), bijele i crvene boje.

## Povijest
Smatra se da je zastava Austrije, uz dansku zastavu, među najstarijim nacionalnim zastavama na svijetu.
Prema legendi, zastavu je izmislio vojvoda Leopold V. Austrijski (1157. – 1194.) za vrijeme žestoke bitke tijekom Križarskih ratova. Nakon bitke, njegova borbena odora bila je potpuno natopljena krvlju, ali kada je skinuo pojas, platno ispod njega bilo je čisto. Pod dojmom ovog prizora usvojio je boje i raspored za svoju zastavu.
Zastavu je zapravo u 13. stoljeću oblikovao vojvoda Fridrik II. Austrijski (1210. – 1246.; poznat kao 'Fridrik Svadljivi'), posljednji iz dinastije Babenberg. Htio je veći stupanj neovisnosti od Svetog Rimskog Carstva pa je napravio novi grb: crveno polje sa srebrnom vrpcom. Najstariji prikaz nove zastave nalazi se na pečatu koji se čuva u samostanu Lilienfeld (Donja Austrija), s datumom 30. studenoga 1230.

## Vanjske poveznice
- Austrija na stranicama Flags of the World

- Simboli Austrije